# Michael Polanyi
Michael Polanyi (rojstno ime Mihály Pollacsek/Polányi), FRS, madžarsko-britanski kemik, fizik, ekonomist in filozof, * 11. marec 1891 Budimpešta, Avstro-Ogrska, † 22. marec 1976, Northampton, Združeno kraljestvo. 
Njegovo obširno raziskovalno delo obsega kinematiko pri kemiji, uklone rentgenskih žarkov in adsorpcijo plinov. Leta 1921 je bil pionir s teorijo na področju uklona rentgenskih žarkov in toka elektronov ter protonov. Prav tako je bil leta 1934 začetnik teorije o deformacijah v kristalih nekaterih kovin in ostalih materialov. Po selitvi v Nemčijo leta 1926 je postal profesor kemije na Inštitutu cesarja Viljema v Berlinu. Leta 1933 se je preselil v Anglijo in postal prvi profesor kemije na Univerzi v Manchestru, kasneje pa postal profesor tudi na področju družboslovja. Dva izmed njegovih učencev sta prejela Nobelovo nagrado za kemijo, prav tako pa je to najvišje priznanje v znanosti prejel njegov sin John Polanyi (1986). Leta 1944 je bil izvoljen za člana Kraljeve družbe. Na področju družboslovja je prispeval zlasti s teorijo o spontanem redu, ki jo je analiziral in primerjal v skladu s podobno različico teorije Friedricha Hayeka. Spadala je v kontekst njegovega nasprotovanja centralnemu planiranju.

## Življenjepis

### Zgodnje življenje in družina
Polanyi se je rodil pod imenom Pollacsek Mihály v Budimpešti. Bil je peti otrok očeta Mihálya in matere Cecílie Pollacsek . Očetova družina je bila podjetniška, medtem ko je bil mamin oče judovski verski voditelj v Wilnu (danes Vilnius). Po selitvi v Budimpešto so starši družinski priimek spremenili v Polányi. Oče je pomagal pri izgradnji madžarskega železniškega omrežja, vendar je bil leta 1899 ob večino premoženja. Umrl je leta 1905. Mama je ustanovila salon, ki je bil izjemno znan med intelektualci v Budimpešti. Salon je obratoval do njene smrti leta 1939. Njegov starejši brat Karl Polanyi je bil ekonomist in antropolog, njegova nečakinja Eva Zeisel pa je bila svetovno priznana oblikovalka keramike.

### Izobrazba
Po končani gimnaziji leta 1909 je študiral medicino. Diplomiral je leta 1914. S pomočjo profesorja kemije Ignaca Pfeiferja na Univerzi v Budimpešti je pridobil štipendijo za študij kemije na višji tehniški šoli v Karlsruheu v Nemčiji. V prvi svetovni vojni je v avstro-ogrski vojski sodeloval kot zdravnik na fronti v Srbiji. Leta 1916 je napisal doktorsko disertacijo v navezavi z adsorpcijo. Njegove raziskave je podpiral tudi Albert Einstein. Pod mentorstvom Gusztáva Buchböcka mu je Univerza v Budimpešti leta 1919 podelila doktorat.

## Delo
Polanyijevi znanstveni interesi so bili zelo različni, vključevali so delo v kemijski kinetiki, rentgenski difrakciji in adsorpciji plinov na trdnih površinah. Bil je znan tudi po svoji potencialni teoriji adsorpcije, ki je bila sporna kar nekaj časa. Leta 1921 je postavil matematične temelje za analizo vlaken difrakcije, dve leti kasneje pa, ob približno istem času kot G.I. Taylor in Egon Orowan, spoznal, da bi se plastična deformacija duktilnih materialov lahko pojasnila v smislu teorije dislokacij, ki jo je Vito Volterra razvil leta 1905. Vpogled je bil ključnega pomena pri razvoju področja trdne mehanike.
Leta 1936 je prejel povabilo na predavanje ministrstva za težko industrijo v ZSSR, kjer srečal Buharina. Ta mu je dejal, da so vse znanstvene raziskave v socialističnih družbah usmerjene v skladanje s potrebami petletnega načrta. Polanyi je ugotovil, kaj se je zgodilo s študijo genetike v Sovjetski zvezi, potem ko so nauki Trofima Lisenka pridobili podporo države. Zahteve v Veliki Britaniji, na primer marksista Johna Desmonda Bernala, za centralno načrtovano znanstveno raziskovanje, so vodile Polanyija k zagovarjanju trditve, da znanost potrebuje prosto razpravo. Skupaj z biologom Johnom Bakerjem je ustanovil vplivno društvo za svobodo v znanosti.
V seriji člankov, ponovno objavljenih v Preziru svobode(1940) in Logiki svobode (1951), je Polanyi trdil, da je sodelovanje med znanstveniki analogno temu, kako se udeleženci sami usklajujejo na prostem trgu. Tako kot potrošniki na prostem trgu, ki določajo vrednost izdelkov, je znanost spontan red, ki nastane kot posledica odprte razprave med strokovnjaki. Znanost (v nasprotju s trditvami Buharina) uspeva, oziroma se razcveti, kadar imajo znanstveniki svobodo do resnice, kot je dejal v treh korakih:
1. Znanstveniki, svobodno izbirajo probleme in njihovo izvajanje glede na svoje osebne odločitve, v resnici sodelujejo kot člani tesno prepletene organizacije.
2. Takšna samokoordinacija neodvisnih pobud vodi do skupnega rezultata, ki je nepredvidljiv.
3. Vsak poskus organizirati skupino pod eno samo avtoriteto bi odpravila neodvisne pobude, in tako zmanjšal skupno učinkovitost zaradi ene osebe, ki jih usmerja iz centra. To bi bistveno ohromilo njihovo sodelovanje.

Oblikoval je še frazo spontanega naročila, ki jo je kasneje uporabljal liberalni ekonomist Friederich Hayek, čeprav lahko koncept zasledimo že pri Adamu Smithu. Trdil je, da obstajajo višje in nižje oblike spontanega naročila in zatrdil, da brani znanstvene raziskave utilitaristične ali skeptične raziskave. Zavzemal se je za svobodno družbo, saj nevtralna družba ogroža svoj obstoj. To naj bi bilo dovolj, da bi ljudje svobodne družbe verjeli v ideale, kot so resnica, pravičnost in jih tudi sprejeli.
V delu Polna zaposlitev in prosta trgovina je leta 1948 analiziral vpliv kroženja denarja okoli gospodarstva. Paul Craig Roberts ga je zato označil za človeka, ki je trideset let pred sedanjostjo in se strinjal s Polanyjem, da svobodnega tržnega gospodarstva ne bi smeli prepustiti samoregulaciji, ampak bi centralna banka morala gospodarske vzpone in recesije regulirati s strožjo oziroma ohlapnejšo denarno politiko.

### Kronološko urejen seznam del
- Atomic Reactions (1932),
- Faith and Society (1946),
- The Logic of Liberty (1951),
- Personal Knowledge: Towards a Post Critical Philosophy (1958),
- The Study of Man (1959),
- The Tacit Dimension (1966),
- Knowing and Being (1969),
- Meaning (1975. Soavtor: Harry Prosch),
- Society, Economics and Philosophy: Selected Papers of Michael Polanyi (1997. Uvod je spisal R. T. Allen).

V slovenščini:
- Polanyi, Karl, Velika preobrazba : politični in ekonomski viri našega časa, Založba /*cf., Maribor, 2008
- Napravljen je bila še diplomska naloga Koncept tržne družbe v delih Karla Polanyija  Igor Feketija leta 2003.